# Font de l'Església (Monistrol de Calders)
Amb el nom de font de l'església es coneixen dues fonts properes entre elles del terme municipal de Monistrol de Calders, al Moianès.
Estan situades a 433 metres d'altitud, a la riba esquerra de la riera de Sant Joan, als voltants del temple parroquial. Totes dues, situades una a 35 metres de l'altra, així com el proper Pont del Rector, foren fetes construir a finals del segle xviii pel rector de la parròquia, mossèn Francesc Bellver.

## Font de l'Església I

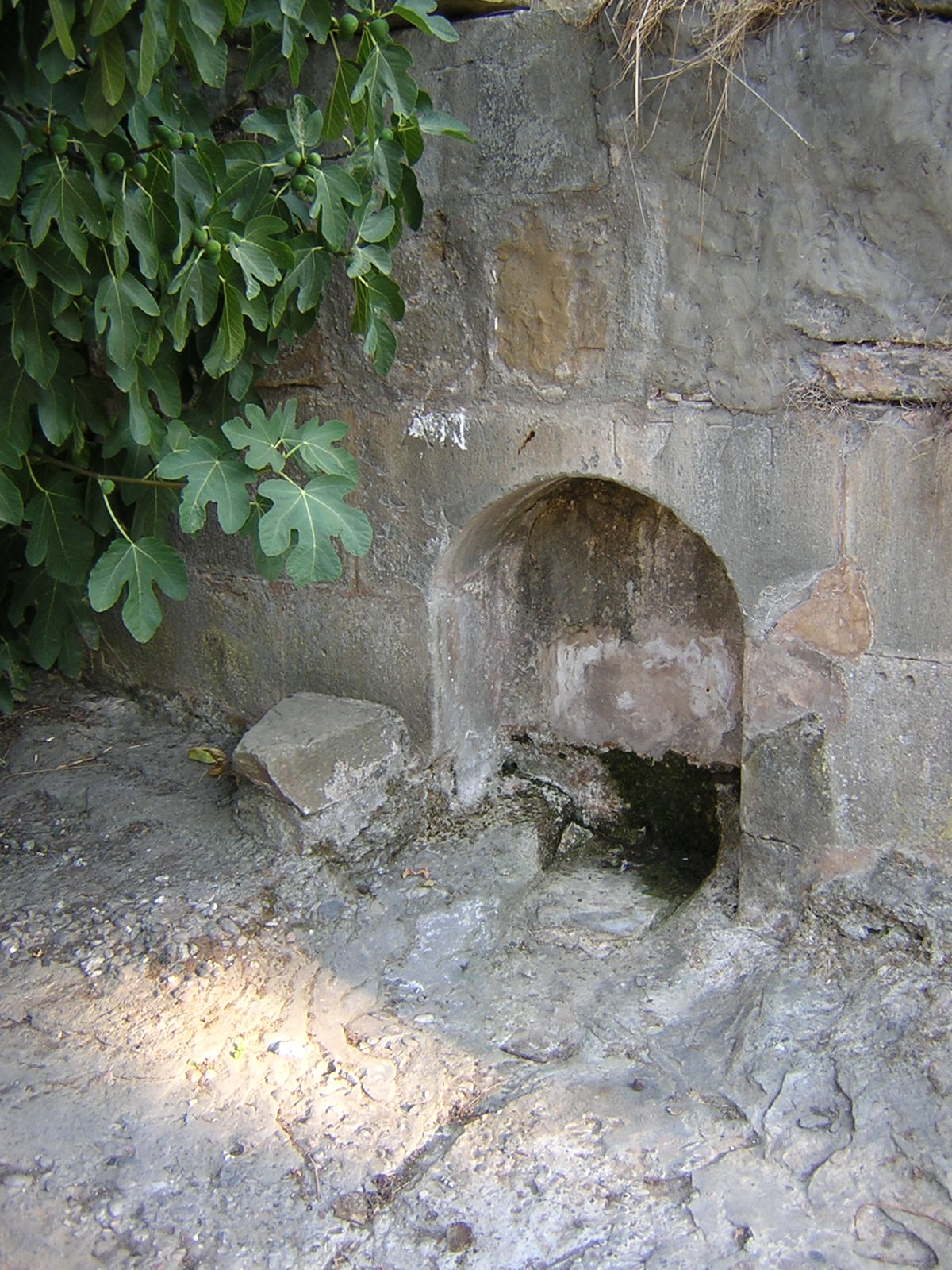
La Font I de l'Església

Està situada al nord-oest de l'església, al peu del camí que des de la plaça de l'Església va a buscar una palanca damunt de la riera de Sant Joan que enllaça amb el carrer del Torrent. Es troba just dessota d'una figuera que presideix l'indret. És ben visible i fàcil de trobar.
Aquesta font en l'actualitat (2010) està inutilitzada, tot i que la humitat existent evidencia que la surgència d'aigua no està estroncada.

## Font de l'Església II
També actualment inutilitzada, aquesta font, que presenta una profusa ornamentació gravada a la pedra que l'emmarca, està situada a ran de la llera de la riera de Sant Joan just a l'extrem nord-est de la capella fonda de l'església parroquial.